# 因萊湖刺鰍
因萊湖刺鰍為輻鰭魚綱合鰓目刺鰍亞目刺鰍科的其中一種，被IUCN列為瀕危保育類動物，分布於亞洲緬甸茵萊湖流域，體長可達37公分，棲息在底層水域，屬肉食性。